# Efekt karty kredytowej
Efekt Karty Kredytowej – pojęcie z dziedziny psychologii ekonomicznej, efekt psychologiczny polegający na tym, że konsumenci przypisują większą wartość danym przedmiotom, jeżeli w momencie wyceny obecne są loga kart kredytowych. Jednym z wyjaśnień badaczy jest to, że karty kredytowe wywołują nawyk wydawania pieniędzy przez asocjacyjne uczenie się.

## Badania nadefektem karty kredytowej
Jednym z pierwszych badaczy zainteresowanych tym, jak karta kredytowa wpływa na nawyki wydawania pieniędzy był Richard A.Feinberg (1986). Przeprowadził on serię czterech eksperymentów, które potwierdziły jego przypuszczenia, co do tego, że osoby wystawione w I eksperymencie na ekspozycję karty kredytowej nadawały wyższe ceny ocenianym przedmiotom. W II eksperymencie dowiódł, że decyzje zakupowe były szybsze. W III sprawdzał chęć wpłacenia pieniędzy na cele charytatywne (studenci, którym pokazano karty kredytowe deklarowali większe kwoty), w IV dawali większe kwoty. Wywnioskował więc, że karty są bodźcem sprzyjającym facylitacji w kwestii wydawania pieniędzy. Zaobserwowany efekt nazwał Efektem karty kredytowej
W celu dokładniejszego zbadania zjawiska przeprowadzono szereg podobnych eksperymentów:
1. McCall & Belmont (1996) – zauważyli, że wyższe napiwki obsługa otrzymywała w lokalach, w których rachunki zawierały symbol karty kredytowej
2. Monger & Feinberg (1997) – uczestnicy oferowali wyższe ceny produktów gdy byli informowani że sposobem płatności jest karta kredytowa
3. Prelec & Simester (2001) – w aukcji uczestnicy którzy mieli płacić kartą kredytową stawiali wyższe stawki.
4. McCall, Trombetta & Gipe (2004) – powtórzyli procedurę zastosowaną w 1996 przez McCall & Belmont

## Aspekt teoretyczny
Feinberg (1990) stwierdził, że na efekt karty kredytowej wpływa warunkowanie i wynika on z kontekstów społecznych, ekonomicznych i historycznych oraz ściśle zależy od społecznego lub ekonomicznego otoczenia jednostki. Np. w czasach dobrobytu karty kredytowe mogą być postrzegane jako użyteczne narzędzia ułatwiające dostęp do dóbr. Podczas kryzysów natomiast mogą być kojarzone z trudnościami w płaceniu należności itd., co tworzy negatywne konotacje. Raghubir i Srivastava odwołali się np. do możliwości redukcji „bólu zakupu”, który jest mniej uciążliwy w tej formie.
Naukowcy z wielu państw wykazali, że tolerancja dla zadłużania się wzrasta z czasem spędzonym na uczelni. Może to wynikać z faktu, że im dłuższy okres studiów, tym większe jest osobiste doświadczenie z korzystaniem z kart kredytowych do uzyskiwania dóbr konsumpcyjnych. Pozytywne skojarzenia może zatem osłabić wszelkie poprzednie negatywne skojarzenia powstające między kartą kredytową a zadłużeniem.

## Aspekt praktyczny
Istotny przede wszystkim dla systemu edukacji lub kształcenia, już od najmłodszych lat należy rzetelnie przekazywać
wiedzę na temat produktów finansowych jakimi są karty kredytowe i nad znaczeniem wydawania środków, których się realnie
nie posiada. Wobec znaczącej ilości produktów bankowych odpowiednia wiedza na temat funkcjonowania instrumentów płatniczych pozwala korzystać z nich w sposób najbardziej odpowiedzialny. Jest to tym bardziej istotne w dzisiejszych czasach, w których karty kredytowe są powszechnie dostępne także przy niewielkich realnych dochodach, a płatności nimi można dokonać właściwie wszędzie.

## Wyjaśnienie efektu karty kredytowej
Wyniki badań wykazały, że obecność symbolu karty kredytowej wpływa na szacunkowe wyceny dóbr w życiu konsumenta. Istotna jest rola skojarzeń posiadanych względem takiego sposobu dokonywania płatności
Oznacza to, że ludzie, którzy nie używają kart kredytowych tworzą negatywne skojarzenia poprzez rolę mediów, kontekstu i warunkowania społecznego, ale kolejne osobiste doświadczenia tworzą pozytywne skojarzenia karty kredytowej z konsumpcją dóbr i gaszą te wcześniej istniejące negatywne skojarzenia.
Wyniki niniejszego badania podkreślają fakt, że różnice w zjawiskach takich jak efekt karty kredytowej mogą różnić się w zależności od kontekstu społecznego lub gospodarczego. Inne zatem wyniki można by otrzymać poza kręgiem kulturowym kultury anglosaskiej i europejskiej.